# Gerry Hambling
Gerald James Hambling (* 14. Juni 1926 in Croydon, Surrey, England; † 5. Februar 2013 in Burwell, Cambridgeshire) war ein britischer Filmeditor, der sechs Mal für den Oscar für den besten Schnitt nominiert wurde und damit neben Frederic Knudtson zu denjenigen gehört, die am häufigsten in dieser Kategorie nominiert wurden, ohne den Oscar zu erhalten. Bekannt wurde er insbesondere durch seine Zusammenarbeit mit Filmregisseur Alan Parker. Er war im Laufe seiner Karriere bei über 50 Produktionen für den Filmschnitt verantwortlich. Zudem war er auch bei mehr als zehn Filmen in verschiedenen Funktionen an der Tongestaltung beteiligt.

## Leben und Werk
Hambling begann zunächst 1953 bei Die Bettleroper im Bereich Tonschnitt, ehe er mit dem Film Dry Rot ab Mitte der 1950er Jahre überwiegend als Filmeditor tätig wurde.
Bei der Oscarverleihung 1979 war er erstmals für den Oscar für den besten Schnitt nominiert und zwar für 12 Uhr nachts – Midnight Express (1978). Für diesen Film erhielt er darüber hinaus auch erstmals den British Academy Film Award (BAFTA Award) für den besten Schnitt. Für Fame – Der Weg zum Ruhm (1980) wurde er erneut 1981 für den Oscar nominiert, wie auch für den BAFTA Award/Bester Schnitt, und für einen „Eddie“, den Preis der Gilde der amerikanischen Kino-Editoren (American Cinema Editors, ACE).
Nach einer weiteren Nominierung 1985 für den British Academy Film Award für den Schnitt in Another Country erhielt er für Mississippi Burning – Die Wurzel des Hasses (1988) eine weitere Oscar-Nominierung 1989 und gewann für den Schnitt dieses Films sowohl 1989 einen „Eddie“ als auch 1990 den BAFTA Award.
Den nächsten BAFTA Award erhielt er 1992 für den Schnitt von The Commitments (1991) und war hierfür 1992 abermals für den Oscar in dieser Kategorie nominiert. Für Im Namen des Vaters (1993) folgten 1994 weitere Nominierungen für einen Oscar sowie einen „Eddie“.
Der von ihm durchgeführte Filmschnitt in Evita (1996) erhielt bei der Oscarverleihung 1997 eine weitere Nominierung ebenso wie für den BAFTA Award und den „Eddie“.
1998 erhielt Gerry Hambling von den American Cinema Editors den Preis für sein Lebenswerk (ACE Career Achievement Award).
Weitere bekannte Filme, an denen Hambling als Editor mitarbeitete, waren: Moses – Der Gesetzgeber (1975), Bugsy Malone (1976), Birdy (1984), Absolute Beginners – Junge Helden (1986), Angel Heart (1987), Willkommen in Wellville (1994), White Squall – Reißende Strömung (1996), Der Boxer (1997), Talk of Angels (1998), Die Asche meiner Mutter (1999) und Das Leben des David Gale (2002).
Im Laufe seiner Karriere arbeitete er neben Alan Parker auch mit Filmregisseuren wie Nick Hamm, Ridley Scott, Julien Temple, Jim Sheridan, Gianfranco De Bosio und Marek Kanievska zusammen.

## Filmografie (Auswahl)
- 1958: Besuch um Mitternacht (The Whole Truth)
- 1961: Die Küche (The Kitchen)
- 1963: Bettgelächter (A Stitch in Time)
- 1966: Ein blindes Huhn... (Press for Time)
- 1975: Moses (Moses, the Lawgiver)
- 1976: Bugsy Malone
- 1978: 12 Uhr nachts – Midnight Express (Midnight Express)
- 1980: Fame – Der Weg zum Ruhm (Fame)
- 1982: Du oder beide (Shoot the Moon)
- 1982: The Wall
- 1984: Another Country
- 1984: Birdy
- 1986: Absolute Beginners – Junge Helden (Absolute Beginners)
- 1987: Angel Heart
- 1987: Bill Cosby – Die Superkanone (Leonard Part 6)
- 1988: Mississippi Burning – Die Wurzel des Hasses (Mississippi Burning)
- 1990: Komm und sieh das Paradies (Come See the Paradise)
- 1991: Die Commitments (The Commitments)
- 1992: Stadt der Freude (City of Joy)
- 1993: Im Namen des Vaters (In the Name of the Father)
- 1994: Willkommen in Wellville (The Road to Wellville)
- 1996: White Squall – Reißende Strömung (White Squall)
- 1996: Evita
- 1997: Der Boxer (The Boxer)
- 1998: Talk of Angels
- 1999: Die Asche meiner Mutter (Angela’s Ashes)
- 2003: Das Leben des David Gale (The Life of David Gale)